# 에이스 오브 베이스
에이스 오브 베이스 (Ace of Base)는 스웨덴의 팝 밴드이다. 초기 멤버는 요나스 베르그렌, 울프 에크베르그, 린 베르그렌, 제니 베르그렌이었다. 1993년과 2002년 사이에 총 4개의 앨범을 발매하였으며, 전 세계적으로 3,000여만장의 판매고를 올렸다.
앨범 《Happy Nation / The Sign》은 세계에서 가장 많이 팔린 데뷔 앨범 중 하나이며, 미국에서 9번째 플래티넘을 인증한 상태이다.

## 참고
1. ↑  “Top 100 Albums”. RIAA. 2015년 10월 18일에 원본 문서에서 보존된 문서. 2010년 10월 18일에 확인함.